# Atotonilco (Guanajuato)
Santuario de Atotonilco o Atotonilco es una población que forma parte del municipio de San Miguel de Allende en el estado mexicano de Guanajuato. Es una comunidad rural y según el censo de 2010 tiene una población de 635 habitantes.
Es conocida por ser la sede del Santuario de Jesús Nazareno de Atotonilco, fundado por el sacerdote Luis Felipe Neri de Alfaro en 1740.
El Santuario de Jesús Nazareno de Atotonilco y la ciudad de San Miguel de Allende fueron inscritos por la Unesco en el Patrimonio Cultural de la Humanidad bajo el título de «Villa Protectora de San Miguel el Grande y Santuario de Jesús Nazareno de Atotonilco» el 8 de julio de 2008. La distinción se otorgó debido a su importancia cultural y su aporte arquitectónico al barroco mexicano.
En 2017 el Santuario de Jesús Nazareno fue nombrado una de "Las 50 Maravillas de Guanajuato" por el dolorense Emmanuel Pérez Balderas.
El Santuario también es conocido como la Capilla Sixtina mexicana.